# Die Börsenkönigin
Die Börsenkönigin, Untertitel Roman einer Bergwerksbesitzerin, ist ein deutscher Stummfilm in vier Akten von Edmund Edel, der 1916 gedreht wurde, jedoch erst 1918 seine Filmpremiere erlebte.

## Handlung

### 1. Akt
Der Börsenagent Goldstein empfiehlt den Verkauf von Aktien der Kupfergrube Glückauf. Der Kurs für die Aktie fällt daraufhin über Nacht um 6 Prozent. Die Inhaberin der Grube Helene Netzler, die die Mehrzahl der Aktien hält, erfährt vom Kursverfall aus der Zeitung. Sofort lässt sie den Bergwerksdirektor Bruno Lindholm zu sich kommen. Lindholm erklärt ihr, dass der Kupferertrag der Grube nachgelassen habe. Helene ist verzweifelt, verdankt sie ihren Reichtum doch einzig der Kupfergrube. Sie fleht Lindholm um Hilfe an und der deutet an, dass er eine neue Kupferader entdeckt habe, die möglicherweise hohe Erträge liefern werde. Beide begeben sich zur Kupfergrube und fahren in den Schacht ein, um Grube und neue Ader zu besichtigen.

### 2. Akt
Nach der Besichtigung besprechen sich Helene und Lindholm. Sie verspricht, ihn beim Erfolgsfall zum Mitinhaber der Grube zu machen. Beide fühlen sich zueinander hingezogen und sie küssen sich, doch reißt sich Helene los und fährt überstürzt ab. Helene weist Goldstein an, den Preis für die Aktie künstlich zu drücken und anschließend so viele Aktien der Grube wie möglich aufzukaufen. Am Ende hat Goldstein für Helene fast alle Aktien der Kupfergrube Glückauf erworben. Per Telegramm erfährt sie, dass die neue Ader sehr ergiebig ist. Helene konnte ihren Reichtum so noch mehr vermehren. Sie stellt ihre arme Cousine Lina als Gesellschafterin ein. Lina bereitet auch das große Diner für die Sachverständigen der Kupfergrube vor, zu dem auch Lindholm erscheint. Er flirtet unbemerkt von Helene mit Lina. Helene wiederum macht Lindholm beim Diner offiziell zum Mitinhaber der Grube. Er unterzeichnet die Vereinbarung, die ihm zukünftig die Hälfte des Ertrages der Grube zusichert.

### 3. Akt
Helene inspiziert die Grube und überwacht die Kupferförderung. Als sie fast in den Grubenschacht fällt, wird sie von Grubeninspektor Karl Müller gehalten. Ihren folgenden Schwächeanfall nutzt Müller aus und küsst sie. Helene ist empört und eilt nach Hause zurück. Hier spielt Lindholm mit Lina gerade Croquet. Das Spiel wird von Helene unterbrochen und Lindholm wendet sich sofort seiner Geliebten zu. Lina ist enttäuscht und entscheidet sich, ihre Stellung zu kündigen. Helene, die inzwischen die einflussreichste Person auf dem Kupfermarkt geworden ist, lässt sie gehen. Bei der Verabschiedung sieht sie, wie Lindholm Lina küsst. Sie ist fassungslos. Während sich Lindholm entschließt, zur Forcierung der Arbeiten am neuen Stollen diesen selbst zu besichtigen, lässt Helene nach Müller schicken.

### 4. Akt
Die eifersüchtige Helene übergibt Müller die Oberleitung der Gruben. Müller ordnet an, dass an dem Tag nicht gearbeitet werden soll. Lindholm weiß davon nichts und fährt wie geplant in die Grube. Schlagwetter führt zu einem Grubenunglück. Helene erfährt, dass die Arbeiter nicht in den Gruben waren, und ist nach anfänglichem Schock erleichtert. Niemand kann ihr jedoch sagen, wo Lindholm ist. Sie sucht ihn vergeblich und erfährt schließlich an der Grube, dass er unten ist. Sie bricht zusammen und ist verzweifelt, erkennt sie doch nun, dass ihr Reichtum nichtig ist. Die Sachverständigen erscheinen, und Helene entscheidet sich, im Unglück stark zu sein. Sie will nun alles in ihrer Macht Stehende tun und an die Arbeit gehen, damit die Grubenarbeiter nicht unter dem Unglück zu leiden haben.

## Produktion
Die Börsenkönigin war neben Im Lebenswirbel, Dora Brandes, Die Rose der Wildnis, Das Eskimobaby, Der erste Patient, Das Waisenhauskind und Das Liebes-ABC einer von acht Filmen, die Asta Nielsen im Sommer 1916 für den Verleih Neutral-Film unter einfachsten Bedingungen drehte. Nielsen finanzierte Die Börsenkönigin sowie die weiteren Filme selbst; die Dreharbeiten fanden im von ihr angemieteten Union-Atelier in Tempelhof statt. Nach Fertigstellung von Dora Brandes und Das Liebes-ABC kam es zu Zahlungsdifferenzen, sodass Nielsen nach eigener Aussage die Zusammenarbeit mit der Filmgesellschaft gerichtlich löste und die gedrehten, aber noch nicht fertiggestellten Negative an eine andere Filmgesellschaft verkaufte. Diese war dabei laut Vertrag zur Versicherung der Negative verpflichtet, wobei die Versicherungskosten bei eventuellem Schaden an Nielsen ausgezahlt werden sollten. Tatsächlich wurden die Originalnegative der Filme einige Monate nach Drehende beim Brand einer Kopieranstalt vernichtet. Die Verleihfirma beanspruchte das Geld der Versicherung jedoch für sich. Der sich anschließende Gerichtsprozess zwischen der Firma und Asta Nielsen wurde erst 1922 zu Nielsens Gunsten entschieden, als die Versicherungssumme durch die Inflation bereits wertlos geworden war.
Nielsen schrieb 1928, dass sie „nicht mehr in die Lage [kam], die sechs Filme [darunter Die Börsenkönigin] fertigzustellen“, da ihre Tochter Jesta erkrankt war und sie daher 1916 von Berlin nach Kopenhagen reisen musste. Der Film wurde dennoch der Zensur im Januar 1918 vorgelegt und erhielt ein Jugendverbot. Am 23. Mai 1918 wurde er erstmals in einem Berliner Kino gezeigt.
Die Börsenkönigin hat sich in verschiedenen Kopien erhalten. Auf Basis einer viragierten Nitrokopie im Nederlands Filmmuseum wurde bis 1994 eine Kopie mit deutschen Zwischentiteln erstellt, die aus dem Niederländischen rückübersetzt wurden. Die Einfärbung des Films erfolgte auf Basis der Desmet-Methode. Die so gewonnene deutsche Fassung wurde 2012 mit drei weiteren Asta-Nielsen-Filmen im Rahmen der Reihe Edition Filmmuseum des Filmmuseums München auf DVD veröffentlicht. Die neue Filmmusik stammt dabei von Maud Nelissen.

## Kritik
Die Lichtbild-Bühne kritisierte, dass der Konflikt im Film marginal sei, „der Knoten wird ebenso einfach gelöst, wie er geschürzt wurde. Der Direktor kommt zufällig in der Grube um.“ Gleichzeitig wurde gefragt, „wie diese Frau [Asta Nielsen] je nötig hatte, das Piedestal, auf dem sie verdientermaßen thronte, zu verlassen und ihren Platz Damen abzutreten, die sicherlich viele Vorzüge aufweisen, von denen aber keine das Talent Asta Nielsens besitzt.“